# Cournon
Cournon település Franciaországban, Morbihan megyében. Lakosainak száma 805 fő (2022. január 1.). Cournon Sixt-sur-Aff, Bains-sur-Oust és La Gacilly községekkel határos.

## Népesség
A település népességének változása:
| Lakosok száma | 472  | 505  | 521  | 714  | 781  | 770  | 761  | 786  | 798  | 805  |
|               | 1968 | 1982 | 1990 | 2006 | 2013 | 2015 | 2017 | 2019 | 2020 | 2022 |